# Legacy of Kain: Defiance
Legacy of Kain: Defiance è il quinto e conclusivo episodio della serie di videogiochi Legacy of Kain, pubblicato in Europa nel 2004. Contrariamente ai suoi predecessori, incentrati esclusivamente o sulla figura di Kain o di Raziel, in questo gioco i due personaggi si alternano nei vari episodi, fino alla conclusione del gioco.

## Modalità di gioco
Come gli altri titoli della serie il gioco è basato su combattimenti in terza persona, a mani nude o all'arma bianca, intervallate dalla soluzione di enigmi comprendenti porte, interruttori, azioni da svolgere in un tempo limitato e luoghi difficilmente raggiungibili. La possibilità per Raziel di trasferirsi dal regno materiale a quello spettrale altera le caratteristiche fisiche del mondo circostante ed è talvolta la chiave per la risoluzione degli enigmi, ma in misura inferiore ai precedenti giochi della stessa serie.
L'energia dei personaggi diminuisce se essi vengono colpiti e può essere ricostruita usando i nemici (succhiandone il sangue, nel caso di Kain; assorbendone l'anima, se si tratta di Raziel). Se l'energia raggiunge lo zero, Kain ritorna all'ultimo punto di controllo; nel caso di Raziel, questo implica anche lo scivolamento nel regno spettrale.
Con l'uccisione dei nemici i personaggi acquisiscono nuovi tipi di attacco, ottenibili mediante sequenze e combinazioni di tasti. Con la raccolta dei frammenti dei Talismani della salute i personaggi accrescono la loro energia massima, mentre collezionando le Rune della telecinesi, aumentano il mana, ovvero la capacità di afferrare e scagliare telecineticamente gli avversari.
Durante il gioco anche la Mietitrice, l'arma dei due personaggi, può venire potenziata: Kain ottiene nuove abilità della spada ricostruendo l'Emblema dell'Equilibrio, composto da cinque parti; la ricostruzione dell'emblema consente anche di raggiungere parti del gioco in precedenza bloccate da barriere. Raziel potenzia la propria spada inserendola nelle forge dedicate ai vari elementi; l'arma imbevuta in una forgia assume anche il ruolo di attivatore di interruttori correlati all'elemento della forgia.
Durante il combattimento la spada assorbe energia dai nemici e quando raggiunge il massimo la sua efficacia aumenta ed è possibile lanciare un incantesimo, che però esaurisce l'energia accumulata.

## Trama
La vicenda riprende laddove terminavano gli eventi narrati in Legacy of Kain: Soul Reaver 2 e, dopo un breve filmato narrato da Kain in cui si osservano tutti gli eventi susseguitesi nel corso della saga, la trama si divide, mostrando a fasi alterne le vicissitudini di Raziel e di Kain.

### La trama di Kain
- La fortezza Sarafan

Kain giunge presso la fortezza dei Sarafan, in un'epoca in cui i Pilastri dell'Equilibrio sono ancora puri, in cerca del Guardiano del Tempo Moebius, affinché gli possa rivelare l'ubicazione di Raziel. Dopo essersi fatto strada nella fortezza affrontando a spada tratta le milizie Sarafan, Kain attraversa delle grotte sotterranee, dove trova il vecchio Guardiano intento a parlare con qualcuno. Una volta che l'Oracolo si accorge della presenza di Kain, i due imbastiscono un breve e tagliente scambio di battute. Il Tessitore del Tempo si permette di sbeffeggiare impunemente il vampiro, il quale per tutta risposta gli punta minaccioso la sua spada, ma questi, con somma sorpresa dello stesso Kain (che ignorava del tutto questo potere del Guardiano), lo neutralizza prontamente con i poteri del suo scettro, e lascia l'area.
Riprese le forze, Kain lascia la fortezza e trova un manufatto chiamato Emblema della Fiamma. Raggiunge nuovamente Moebius, che questa volta coglie di sorpresa, impedendogli di usare lo scettro contro di lui, e cerca nuovamente di convincerlo a parlare. Moebius gli spiega che Raziel si trova a ben cinquecento anni nel futuro e lo mette anche in guardia sul fatto che è destinato a perire per mano di Raziel e, infine, suggerisce a Kain di recarsi verso i Pilastri, dove presso delle mura troverà ciò che il Guardiano chiama un testamento, per poi dileguarsi. Quindi Kain si smaterializza in uno stormo di pipistrelli, e si dirige verso i Pilastri.
- I Pilastri (all'epoca dei Sarafan)

Kain si reca così ad ovest dei Pilastri, dove giunge presso uno strapiombo roccioso ornato da un obelisco recante delle incisioni analoghe a quelle sulla Mietitrice d'Anime, però incomplete, quindi Kain perlustra la zona in cerca di altri indizi. Braccato dalle milizie dei Sarafan, Kain giunge presso una struttura diroccata sulla quale giace un altro manufatto, l'Emblema della Dimensione, che dissipa un'intensa coltre di nebbia che offuscava l'orizzonte, rendendo visibile da lontano delle antiche strutture, quindi si trasforma nuovamente in uno stormo di pipistrelli, e vola verso le rovine della Cittadella dei Vampiri.
- La Cittadella dei Vampiri

Kain giunge nelle rovine dove, secondo il parere di Moebius, avrebbe trovato la prova dell'ineluttabilità del suo tragico destino. Tra le sue mura, abitate da una sottospecie di primitivi vampiri, Kain trova un tempio chiuso, recante al suo esterno due affreschi, uno troppo danneggiato per essere comprensibile, mentre l'altro raffigurante il Campione dei Vampiri, una creatura alata bluastra molto simile a Raziel, che perisce sotto i colpi d'una lama fiammeggiante brandita dall'ipotetico Campione degli Hylden. Kain continua il suo cammino e giunge presso un altro tempio vampirico, dove trova l'Emblema del Tempo, ultimo pezzo dell'Emblema dell'Equilibrio.
Kain accede al tempio, precedentemente ad egli precluso, e proseguendo nelle sue stanze rinviene un altro affresco, raffigurante il Guardiano Moebius che, assieme all'originario Cerchio dei Nove, si ribella al dominio dei vampiri, guidando una vastissima insurrezione umana contro i loro signori immortali. Alla fine, il vampiro s'imbatte in un'entità ivi presente gli rivela le intenzioni di Raziel e, pertanto, si offre di condurlo nel suo stesso tempo. Non avendo altra scelta, Kain decide si fidarsi e viene teletrasportato esattamente a cinquecento anni nel futuro, quindi si dirige alla volta della Cattedrale di Avernus.
- La cattedrale di Avernus

Kain, alla fine, incontra Raziel e cerca di convincerlo a non utilizzare il Cuore delle Tenebre per riportare in vita Janos Audron, ma Raziel lo attacca, costringendolo dunque ad un duello. Raziel ne esce infine vincitore, strappando a mani nude il cuore di Kain, in realtà il famigerato Cuore delle Tenebre appartenente a Janos Audron, e il vampiro cade esanime al suolo.
Poco tempo dopo, Kain si ridesta nelle catacombe della cattedrale, sorpreso del fatto che sia ancora in vita nonostante l'assenza del Cuore, e viene raggiunto da belligeranti creature Hylden. Kain sconfigge i suoi avversari e si reca alla Cittadella dei Vampiri.

### La trama di Raziel
- Il Regno Spettrale

Raziel, gravemente indebolito dopo essere quasi stato assorbito dalla Mietitrice d'Anime materiale nella Fortezza dei Sarafan del passato, è intrappolato nel Regno Spettrale. Il Dio Anziano, infatti, è estremamente contrariato dalle sue recenti azioni e pertanto, sottoponendolo ad indicibili torture, gli intima di arrendersi e cessare la sua ribellione ma Raziel ostenta riottosità, fino a quando non si rende conto che ha maggiori possibilità di sfuggire al suo draconiano controllo soltanto assecondando il volere della creatura, fingendo il pentimento delle sue azioni e riprendendo ad obbedire alle sue istanze per poi, alla prima occasione, aggirare i tentacoli del Dio Anziano e sfuggire al suo controllo. Aggirandosi tra le mura di una necropoli, Raziel trova uno dei portali che utilizzava solitamente per viaggiare tra i mondi, che viene però prontamente disattivato dal Dio Anziano. Raziel è dunque costretto a trovare un altro sistema per acquisire nuovamente la sua forma materiale e prosegue così il suo cammino, ostacolato occasionalmente da alcune creature del Regno Spettrale chiamate arconti.
- Il cimitero

Tra le varie cripte che compongono la necropoli, Raziel ne trova una dalla quale fuoriesce una sostanza che lui chiama gas etereo, ovvero l'essenza residua di una persona morta, e attraverso questa, Raziel scopre di poter manifestare nuovamente la propria presenza nel Regno Materiale emergendo tramite le spoglie dei defunti. Rimaterializzatosi dunque a cinquecento anni nel futuro (grossomodo durante la linea temporale del primo Blood Omen), Raziel prosegue dunque attraverso la necropoli, presidiata un gruppo di cacciatori di vampiri, e scorge le rovine della facciata di un tempio vampiresco, la Forgia delle Tenebre, ma essendo la struttura posta troppo in alto, Raziel deve trovare un modo alternativo per raggiungerla. Nel suo cammino incrocia delle creature aggressive nei suoi confronti. Tali creature, denominate prendicorpo, sono Hylden morti che, come Raziel, sfruttano i corpi dei cadaveri per poter deambulare nel Regno Materiale.
Avanzando per un mausoleo, Raziel si ritrova in una brughiera, dove trova l'entrata per la Forgia delle Tenebre. Sulle mura di tale luogo è raffigurata la battaglia dell'Antica Razza (gli antenati dei vampiri) che, vittoriosi, scacciano gli Hylden e li relegano fuori dal reame di Nosgoth, e a tale proposito ergono i Pilastri dell'Equilibrio. Ottenuto il potere elementare delle Tenebre, Raziel prosegue la sua esplorazione della necropoli, nella quale trova anche il mausoleo della famiglia di Kain, per poi giungere presso la Forgia della Luce. Ivi, Raziel sorge altri affreschi narranti le origini del vampirismo a Nosgoth, sorto quando gli Hylden, adirati, scagliano contro l'Antica Razza una maledizione che li costringe a nutrirsi solo del sangue per sopravvivere, affliggendoli inoltre con la sterilità, che costringe tali creature a perpetuare la propria specie vampirizzando gli umani. Raziel ottiene il potere elementare della Luce, grazie al quale può recarsi ai Pilastri in cerca dello spirito della Guardiana dell'Equilibrio Ariel.
- I Pilastri (cinquecento anni dopo l'epoca dei Sarafan)

Raziel raggiunge una brughiera antistante ai Pilastri, e subisce un'imboscata da alcuni cacciatori di vampiri, dei quali una di loro è posseduta dallo spirito di un Hylden. Neutralizzati i suoi assalitori, Raziel risale uno strapiombo oltre il quale trova la Forgia del Fuoco. Raziel vi scorge un nuovo affresco nel quale è rappresentato Vorador, ancora umano, che forgia la Mietitrice d'Anime, per poi essere trasformato nel primo vampiro di Nosgoth dallo stesso Janos Audron. Raziel prosegue la sua esplorazione, in cerca di un modo per attivare la Forgia, ma quando passa nel Regno Spettrale incontra gli spettri degli antichi Guardiani vampiri dei Pilastri, che cercano di ucciderlo. Le anime mietute degli spettri attivano la Forgia del Fuoco, consentendo a Raziel di impregnare la Mietitrice di tale potere, con il quale riesce ad aprire un varco oltre il quale poter raggiungere i Pilastri. Tra di essi, aleggia etereo lo spirito della vecchia Guardiana Ariel, all'epoca ancora speranzosa che Kain, appena divenuto vampiro, possa ripristinare l'equilibrio di Nosgoth. Raziel chiede invano suggerimenti al fantasma e le descrive i successivi disastrosi eventi succedutisi alla diversa sorte pronosticata da Ariel, che stizzita, gli indica la strada per raggiungere la villa di Vorador, per poi smaterializzarsi.
Raziel prosegue il suo cammino e giunge in un'altra Forgia, quella dell'Aria. Gli affreschi delle mura di questa forgia raffigurano la lotta tra il Campione dei Vampiri, una creatura alata dal corpo bluastro, ed un'altra creatura alata dal colore bianco, simile a un Hylden, entrambi armate con la Mietitrice d'Anime. Raziel incontra altri due spettri dei Guardiani, che con le rispettive anime rianimano la forgia con il potere elementare dell'Aria, quindi Raziel lascia il luogo e si dirige verso la foresta di Termagent, dove si trova la villa di Vorador.
- La villa di Vorador

Raziel raggiunge la villa il più in fretta possibile, essendo Vorador prossimo al giorno della sua cattura. Poco tempo dopo, l'interno della villa viene invaso dai prendicorpo, che braccano Raziel. Il non-morto prosegue e scopre un portale alla base di una fontana, che è però inattivo. Una volta ripristinato, Raziel raggiunge la Forgia dell'Acqua, imbattendosi in nuovi affreschi, raffiguranti la lotta tra i due campioni rispettivamente dei Vampiri e degli Hylden. Osservando la propria somiglianza al Campione dei Vampiri, Raziel inizia a credere che forse le convinzioni di Moebius riguardo al suo destino siano tutto sommato fondate. Sconfitti i redivivi Guardiani, Raziel ottiene il potere elementale dell'Acqua, grazie al quale può tornare alla villa ed aprire un mausoleo situato nei giardini della villa.
All'interno di esso vi trova Vorador, in sua attesa. Tra i due avviene un discorso, nel quale Raziel chiede a Vorador delle spiegazioni riguardo alla natura ed origine della Mietitrice d'Anime, ma nemmeno Vorador conosce il vero scopo della leggendaria spada, affermando che soltanto il suo antico signore, Janos Audron, può rivelargliele. Egli giace esanime da secoli nello stesso mausoleo, e quando Raziel lo osserva, rimane sorpreso dal fatto che egli non sia minimamente putrefatto. Vorador spiega che sebbene il cuore sia stato rimosso esso batte ancora, mantenendo il corpo come "ibernato", soggiungendo che poco dopo l'uccisione del suo sire, esso fu portato nella cattedrale di Avernus. Raziel si offre recuperare il cuore, e Vorador gli indica la via per raggiungere Avernus.
- La Cattedrale di Avernus

Ivi, Raziel giunge all'ultima forgia. In essa trova un affresco, il quale raffigura l'Antica Razza che subisce dagli Hylden la maledizione della sete di sangue, dell'immortalità e, con essa, la separazione dalla Ruota del Destino (l'eterno ciclo di nascita, morte e purificazione delle anime). Raziel sconfigge gli ultimi Guardiani ed impregna la Mietitrice con il potere elementale della Terra e, proseguendo nella cattedrale, trova un altro affresco che fa luce sull'origine del conflitto delle due razze, cioè il rifiuto degli Hylden di convertirsi al culto del Dio Anziano praticato dall'Antica Razza - da cui finalmente capisce come il Dio Anziano altro non sia che un gigantesco parassita che, presentandosi come una specie di divinità preposta alla gestione degli equilibri tra la vita e la morte, non facesse altro che sfruttare Nosgoth per i suoi fini - ed uno che raffigura il Campione degli Hylden, questa volta in possesso di una spada fiammeggiante, reminiscente della forma spettrale della Mietitrice d'Anime, e piuttosto simile allo stesso Raziel. Il vampiro-wraith giunge infine ad una grande arena, dove il Guardiano della Morte Mortanius e dei sacerdoti offrono una vittima sacrificale, e viene spinto dentro una fossa dov'è accolto dalla enorme creatura quadrupede Hash'Agh'Ghik, che altri non è che il suo fratello vampirico Turel, deturpato dallo stesso processo di trasformazione patito da tutti i suoi altri fratelli nel tempo, contro il quale ha uno scontro. Sconfitto Turel, Raziel trova Mortanius, posseduto dagli spiriti degli Hylden, che gli rivela che il Cuore delle Tenebre, da lui usato millenni addietro per resuscitare Kain, si trova ancora palpitante all'interno del corpo del vampiro stesso.
Raziel torna all'ingresso della cattedrale, dove s'imbatte proprio in Kain. Il vampiro cerca di convincerlo a non utilizzare il Cuore delle Tenebre per riportare in vita Janos Audron, ma Raziel, accecato dalla rabbia, si scaglia contro Kain al quale, dopo un duro scontro, estirpa a mani nude il Cuore.
- La villa di Vorador (ritorno)

Raziel fa dunque ritorno alla magione di Vorador, nello stesso momento in cui i seguaci di Moebius avevano conquistato la villa e catturato il vecchio vampiro. Soltanto allora Raziel capisce di aver compiuto involontariamente il volere del Tessitore del Tempo uccidendo Kain, quindi si precipita verso la cripta e restituisce il Cuore a Janos Audron, che finalmente si risveglia. Raziel spiega al vampiro della dipartita del suo servitore Vorador e dell'imminente estinzione dei vampiri. Janos Audron, profondamente allarmato, rivela che è di vitale importanza che i vampiri continuino a vivere per il bene di Nosgoth e di come Raziel sia il Campione dei Vampiri, in quanto essendo svincolato dalle maglie del fato e dunque con la capacità di riscriverlo, decretando così la salvezza, o la rovina, di Nosgoth, possa essere l'unico in grado di ripristinare la Ruota del Destino e purificare pertanto Nosgoth. Raziel è riottoso alle affermazioni dell'antico vampiro, asserendo che l'intero culto della Ruota del Destino sia soltanto una farsa, ma Janos Audron si dimostra inamovibile e, promettendogli ulteriori delucidazioni, lo conduce alla Cittadella dei Vampiri.
- La Cittadella dei Vampiri (cinquecento anni dopo)

Ivi, Janos Audron spiega a Raziel che la maledizione del vampirismo inflitta per ritorsione dagli Hylden sia un male necessario, in quanto l'esistenza dei vampiri garantisce, oltreché la relegazione degli stessi Hylden fuori dalla terra di Nosgoth, a detta sua capaci soltanto di portare morte e distruzione, di preservare per quanto possibile la Ruota del Destino, senza la quale l'equilibrio dell'esistenza stessa verrebbe irrimediabilmente compromesso. Terminato il suo discorso, Janos dà a Raziel un manufatto che lo condurrà nelle stanze segrete dell'Antica Razza, spiegandogli che in esse sarà sottoposto da una prova. Raziel, pur non essendo ancora persuaso dalle sue parole, vi si reca comunque dove ad attenderlo c'è però il Dio Anziano, che gli preclude l'accesso all'ultima forgia. Raziel scaccia il Dio Anziano, raggiungendo così l'ultima forgia, presidiata da Ariel, che, lasciandosi trafiggere da Raziel, unisce la propria anima (il potere elementale dello Spirito) alla Mietitrice d'Anime. Raziel supera così la prova e lo spirito di Ariel gli rivela infine che lo spirito della Mietitrice deve tornare nel suo involucro, la controparte materiale brandita da Kain, sollevando ulteriori dubbi da parte di Raziel, essendo egli stesso lo spirito della portentosa lama (vedasi il finale di Legacy of Kain: Soul Reaver 2), che pertanto ritorna da Janos Audron per avere ulteriori spiegazioni in merito.
Raggiunto il vampiro nello stesso istante in cui i Pilastri si stanno sgretolando e gli Hylden cominciano ad assaltare Nosgoth, Janos, colto completamente di sorpresa dalle ultime rivelazioni del vampiro-wraith, viene improvvisamente posseduto dallo spirito del Signore degli Hylden (la creatura alata demoniaca che controllava Mortanius alla fine di Blood Omen e che, con la falsa identità del Signore dei Sarafan, fungeva da antagonista principale in Blood Omen II), che confessa subito a Raziel che ogni evento susseguitosi fino ad ora, dall'assassinio di Ariel per mano di Mortanius alla persecuzione dei vampiri da parte dei Sarafan, erano stati tutti orchestrati da lui affinché gli Hylden potessero impossessarsi di Janos Audron, il più forte e incorruttibile della sua razza, così da poter distruggere i Pilastri e conquistare Nosgoth. Raziel cerca di contrastare la creatura ma, dopo un durissimo scontro, questa ha la meglio ed uccide Raziel, riportando il suo spirito nel Regno Spettrale, sotto la prigionia del Dio Anziano.

### Epilogo
Una volta essere riuscito ad abbandonare la cattedrale, Kain raggiunge la Cittadella dei Vampiri, dove trova Moebius, impegnato in una conversazione con il Dio Anziano. Il Tessitore del Tempo, una volta resosi conto della presenza del vampiro, cerca di respingerlo, ma, non essendo più il Cuore delle Tenebre nel corpo di Kain, egli non può più essere fermato dai poteri del suo scettro. Ormai in chiaro vantaggio, Kain uccide finalmente il Tessitore del Tempo, trafiggendolo mortalmente con la Mietitrice.
Quando lo spirito di Moebius finisce nel Regno Spettrale, egli, ignaro della presenza di Raziel nell'area, viene nuovamente trafitto dal vampiro-wraith il quale, prima di lasciare lo spirito del Tessitore del Tempo venga divorato dal Dio Anziano, gli mostra il vero volto della portentosa divinità che aveva così fedelmente servito da tempo immemore, lasciandolo alfine al suo triste destino. Approfittando poi del cadavere di Moebius presente nel Regno Materiale, Raziel lo usa per materializzarsi e Kain, vedendo risorgere il suo cadavere, lo trafigge a morte tempestivamente, non avendovi riconosciuto Raziel. Questi, morente, acquisisce nuovamente le sue sembianze e gli spiega come egli, alla fin fine, non fosse il vero predestinato al ruolo salvifico di Campione dei Vampiri e che il suo libero arbitrio fosse legato indissolubilmente al suo farsi assorbire o meno dalla Mietitrice d'Anime materiale - ora pura grazie all'anima di Ariel (e dunque in grado di purgare Nosgoth dalla corruzione dei Pilastri) -, così da ripristinarne il vero potere e consentire a Kain di insorgere come il vero Campione contro la causa di tutti i loro mali; a tale scopo, tutti gli affreschi in cui s'erano imbattuti non facevano altro che illustrarne la travagliata scelta a cui avrebbe dovuto arrivare a compiere. Quindi, ritornando ad essere il suo fidato "braccio destro", Raziel si smaterializza e si fonde definitivamente con la lama per consentire a Kain di sconfiggere il Dio Anziano.
Con lo spirito di Raziel all'interno della Mietitrice d'Anime, Kain riesce a vedere la creatura che per millenni si era presentata alla sua razza come una divinità, e con essa ingaggia uno scontro durissimo. Uscitovi alfine vincitore, il Dio Anziano sprofonda nelle viscere della terra, ancora in vita, promettendo un suo prossimo ritorno per vendicarsi dell'affronto subito, alché Kain gli risponde causticamente che lo attenderà pazientemente. Detto ciò, Kain ritorna alla sala principale della Cittadella, da dove scruta ciò che resta dei Pilastri e, osservando la Mietitrice d'Anime alla sua potenza massima, inizia a nutrire la remota speranza della purificazione di Nosgoth.

## Sviluppo
Amy Henning, direttrice e autrice della serie Legacy of Kain, lasciò la Crystal Dynamics poco prima dell'uscita di Legacy of Kain: Defiance, per assumere un ruolo direttivo nella Naughty Dog.

## Sequel
Il seguito di questo capitolo, che avrebbe dovuto chiamarsi Legacy of Kain: The Dark Prophecy rimase in progettazione per pochi mesi, ma fu annullato, a causa del fatto che Legacy of Kain: Defiance, nonostante il buon numero di copie vendute, raggiunse risultati inferiori alle aspettative, secondo la stessa Eidos. Nel 2012 viene dichiarato che la serie passa alla casa produttrice Square Enix. L'anno seguente la casa rilascia prima alcune informazioni su di un seguito, intitolato Legacy of Kain: Dead Sun, per poi dichiarare poco dopo la cancellazione del titolo, spiegando che intende posticipare l'uscita di un seguito ufficiale della saga per sviluppare uno spin-off analogo alla serie, dapprima conosciuto come War for Nosgoth, e poi rinominato Nosgoth, dalla meccanica incentrata prettamente sulla modalità multigiocatore. Purtroppo però dato lo scarso successo di pubblico e di critica, Nosgoth il 31/05/2016 viene ufficialmente cancellato dopo essere rimasto in open beta per ben tre anni, quindi torna ancora a rimanere molto incerta l'uscita di un nuovo capitolo della saga. Tuttavia Square Enix in seguito alla cancellazione del free to play, ha risposto con questa affermazione sul futuro del franchise: Qualsiasi progetto futuro su Legacy of Kain sarà considerato indipendentemente da Nosgoth e sul merito delle solite proposte. Il 13 giugno del 2017, quando era iniziato il primo giorno dell'E3 di Square Enix, Phil Elliot di Square Enix scrive uno stato sul proprio account di twitter riguardo al futuro della saga: “Chissà cosa accadrebbe, dando l’IP di Legacy of Kain nelle mani di qualche team indipendente?” Ha anche aggiunto: “Dopotutto, l’abbiamo già fatto con Fear Effect”. I commenti al tweet di Elliott sono stati estremamente positivi, a dimostrazione del fatto che il pubblico accetterebbe più che volentieri il passaggio del franchise nelle mani di un piccolo team, per riesumare la saga. Nell'aprile 2019, Elliott ha dichiarato che nessun progetto di questo tipo era in produzione in quanto nessuna squadra aveva presentato una proposta credibile, concludendo però che il programma collettivo rimarrebbe aperto alle future proposte di Legacy of Kain.

## Reboot
Nel 2020, come parte del suo progetto Deadhaus Sonata - presentato come "il successore spirituale di Legacy of Kain" - Denis Dyack, creatore del primo capitolo della saga, ha confermato il suo coinvolgimento come guida creativa nel progetto Omen e che era previsto come un reboot di Blood Omen: Legacy of Kain. Successivamente Paul Scott Canavan lo ha confermato insieme al suo ruolo di Art Director nel progetto. Tuttavia il suo destino è poco chiaro, anche se le informazioni di Dyack e di Canavan suggeriscono che il progetto non è andato in porto.